# Jim O'Rourke (musicista)
Jim O'Rourke (Chicago, 18 gennaio 1969) è un musicista e produttore discografico statunitense.
Musicista eclettico e innovativo, instancabile paladino della scena indipendente americana, è annoverato tra i padri del post-rock ed è stato a lungo associato alla scena sperimentale di Chicago. Intorno al 2000 si trasferì a New York per andare infine a Tokyo, dove attualmente risiede.

## Biografia
Ha pubblicato dischi di jazz, noise, post-rock e pop. Ha collaborato con artisti come Thurston Moore, Derek Bailey, Mats Gustafsson, Mayo Thompson, Loren Mazzacane Connors, Merzbow, Nurse with Wound, Ys Phill Niblock, Fennesz, Organum, Henry Kaiser, Flying Saucer Attack, per poi nel 2006 mixare l'album di Joanna Newsom.
Ha prodotto gli album di artisti vari come Sonic Youth, Wilco, Stereolab, Saint Etienne, Kahimi Karie, Quruli, John Fahey, Smog, Faust, Tony Conrad, The Red Krayola, Bobby Conn, Beth Orton, Joanna Newsom e US Maple.
Ha mixato il celebre album degli Wilco Yankee Hotel Foxtrot e prodotto il loro album successivo del 2004, A Ghost Is Born, grazie al quale ha vinto un Grammy come "Best Alternative Album". Durante la registrazione di Yankee Hotel Foxtrot, O'Rourke ha collaborato con il frontman e il batterista della band (Jeff Tweedy e Glenn Kotche, rispettivamente), con i quali ha poi avviato il progetto parallelo Loose Fur.
È stato membro di band quali Illusion of Safety e Gastr del Sol. A partire dal 2000 ha suonato il basso, la chitarra e il sintetizzatore nei Sonic Youth, in aggiunta alle funzioni di produttore e ingegnere del suono. Si ritirò come membro a tempo pieno alla fine del 2005, continuando a partecipare e suonare con loro in alcuni progetti alternativi fino allo scioglimento del gruppo avvenuto nel 2011.

## Discografia parziale
- 1989 – Some Kind of Pagan
- 1990 – It Takes Time To Do Nothing
- 1991 – Secure on the Loose Rim
- 1991 – The Ground Below Above Our Heads
- 1991 – Tamper
- 1992 – Disengage
- 1992 – Scend
- 1993 – Remove the Need
- 1993 – Rules of Reduction
- 1994 – When in Vanitas...
- 1995 – Terminal Pharmacy
- 1997 – Happy Days
- 1997 – Bad Timing
- 1999 – Eureka
- 2001 – Insignificance
- 2001 – I'm Happy and I'm Singing and a 1, 2, 3, 4
- 2002 – Old News Volume 1
- 2002 – Old News Volume 2
- 2005 – Mizu No Nai Umi
- 2009 – The Visitor
- 2010 – All Kinds of People ~ Love Burt Bacharach
- 2012 – Imikuzushi
- 2015 – Simple Songs
- 2018 – Sleep Like It's Winter

## Cinema
- Nel 2003 ha lavorato come consulente musicale per il film School of Rock.
- La canzone "Happy Days" è stata inserita nel film di Harmony Korine Julien Donkey-Boy.
- Nel 2002 ha musicato Love Liza, film diretto da Todd Louiso.
- Ha anche musicato diversi di film di Werner Herzog, Olivier Assayas, Shinji Aoyama, Kōji Wakamatsu e altri.
- Alcuni suoi film hanno preso parte nel 2004 e nel 2006 alla Whitney Biennial e nel 2005 al Rotterdam Film Festival.
- I suoi primi tre album pubblicati con l'etichetta  Drag City prendono il loro nome da una successione di tre film diretti da Nicolas Roeg: Bad Timing: A Sensual Obsession, Eureka, and Insignificance. Il suo quarto album pubblicato con l'etichetta Drag City album, The Visitor, prende il nome da un album che appare in un altro film di Roeg, L'uomo che cadde sulla Terra.
- Nel 2007 ha musicato United Red Army di Kōji Wakamatsu.